# Anastasiya Nimets
Anastasiya Nimets (en ucraniano: Анастасія Німець; Leópolis, 6 de julio de 1993) es una deportista ucraniana que compite en tiro, en la modalidad de pistola. Ganó tres medallas en el Campeonato Europeo de Tiro entre los años 2021 y 2024.

## Palmarés internacional
| Campeonato Europeo | Campeonato Europeo  | Campeonato Europeo | Campeonato Europeo                 |
| Año                | Lugar               | Medalla            | Prueba                             |
| ------------------ | ------------------- | ------------------ | ---------------------------------- |
| 2021               | Osijek (Croacia)    | Medalla de plata   | Pistola 25 m mixto                 |
| 2022               | Breslavia (Polonia) | Medalla de oro     | Pistola rápida 25 m mixto          |
| 2024               | Osijek (Croacia)    | Medalla de plata   | Pistola rápida de fuego 25 m mixto |